# Thulasimathi Murugesan
Thulasimathi Murugesan (11 de abril de 2002) es una deportista india que compite en bádminton adaptado. Ganó una medalla de plata en los Juegos Paralímpicos de París 2024, en la prueba individual (clase SU5).

## Palmarés internacional
| Juegos Paralímpicos | Juegos Paralímpicos | Juegos Paralímpicos | Juegos Paralímpicos |
| Año                 | Lugar               | Medalla             | Prueba              |
| ------------------- | ------------------- | ------------------- | ------------------- |
| 2024                | París (Francia)     | Medalla de plata    | Individual SU5      |